# Angus Dunnington
Angus Dunnington (nascut el 9 d'agost de 1967), és un jugador i escriptor d'escacs anglès, que té el títol de Mestre Internacional des de 1989. Dunnington és especialment conegut per la seva gran tasca en la teoria d'obertures. Va deixar de jugar als escacs de competició el 2003, per tal de dedicar-se més temps a escriure llibres. Ha escrit una vintena de llibres sobre obertures d'escacs no ortodoxes i sobre pòquer.
|  |

## Partides notables

### Charles Storey - Angus Dunnington
Aquesta partida es va jugar a Scarborough, Anglaterra, el 1999 entre Charles Storey i Angus Dunnington. Dunnington conduïa les negres en una defensa Caro-Kann:
1. e4 c6 2. d4 d5 3. e5 c5 4. c3 Cc6 5. Ae3 Af5 6. Cf3 Db6 7. Dd2 e6 8. dxc5 Axc5 9. Axc5 Dxc5 10. b4 Db6 11. Ca3 Cge7 12. Cb5 O-O 13. Cbd4 Ae4 14. b5 Cxd4 15. Cxd4 f6 16. exf6 Txf6 17. f3 Ag6 18. a4 e5 19. a5 Dd6 20. Cb3 e4 21. Ae2 exf3 22. Axf3 De5+ 23. Rf2 Ae4 24. Dd4 Df4 25. Ta4 Dh4+ 26. Re2 Tf4 27. Rd2 Cf5 28. Dg1 Dh6 29. Re1 Axf3 30. Txf4 Te8+ 31. Rf2 Dxf4 32. gxf3 Dh4+ 0-1

### Nielsen J Fischer - Angus Dunnington
Aquesta partida, entre Nielsen J Fischer i Angus Dunnington, es va jugar a l'Obert de Groningen de 1990, i és un exemple de la relativament rara defensa Wade: 
1. d4 d6 2. c4 e5 3. Cf3 e4 4. Cfd2 f5 5. Cc3 Cf6 6. e3 c6 7. d5 c5 8. b3 g6 9. Ab2 Ag7 10. Ce2 O-O 11. h4 Cxd5 12. Axg7 Cb4 13. Cf4 Rxg7 14. Dc1 Df6 15. a3 Cc2+ 16. Dxc2 Dxa1+ 17. Cb1 Cc6 18. Ae2 De5 19. Cc3 Ae6 20. O-O Af7 21. Td1 Cd4 22. exd4 cxd4 23. Ccd5 Axd5 24. Cxd5 d3 25. Axd3 exd3 26. Dxd3 Tae8 27. f4 De2 28. Dc3+ Rh6 29. Tf1 Te4 30. Db4 Tf7 31. Dxd6 Td4 32. Dd8 Td1 33. Txd1 Dxd1+ 34. Rh2 Dxb3 35. h5 Dxa3 36. hxg6 hxg6 37. Dh8+ Th7 38. De5 Dc5 39. Dc3 Dd6 40. g3 Tf7 41. Dh8+ Th7 42. Dc3 b5 43. Cf6 Tf7 44. Cd5 bxc4 45. Dxc4 Th7 46. Rg2 Td7 47. Ce3 Dd2+ 48. Rf3 Td3 49. Dc5 Dd1+ 0-1

## Publicacions
Dunnington és especialment reconegut per les seves publicaciones en matèria de teoria d'obertures d'escacs.
- Winning Unorthodox Openings, Everyman Chess, 2000, ISBN 978-1-85744-285-4
- Chess Psychologyby, Everyman Chess, 2003, ISBN 978-1-85744-326-4
- Blunders and how to avoid them, Everyman Chess, 2004, ISBN 978-1-85744-344-8